# فابريزيو رومانو
فابريزيو رومانو (بالإيطالية: Fabrizio Romano) (مواليد 21 فبراير 1993) هو صحفي إيطالي متخصص في انتقالات كرة القدم. لقد عمل في سكاي سبورت إيطاليا منذ سن الـ19، وقد جمع عددًا كبيرًا من المتابعين على وسائل التواصل الاجتماعي، حيث لديه أكثر من سبعة عشر مليون متابع على تويتر. يُعد أحد أكثر المتخصصين الموثوق بهم في مجال الانتقالات في عالم كرة القدم.

## مسيرته
ولد رومانو في نابولي بإيطاليا في 21 فبراير 1993. بدأت مسيرته المهنية كصحفي في كرة القدم عندما كان عمره 18 عامًا، بعد تلقيه معلومات داخلية من وكيل إيطالي في برشلونة. منذ انضمامه إلى سكاي سبورت إيطاليا في سن 19، أنشأ علاقات مع الأندية والوكلاء والوسطاء في جميع أنحاء أوروبا. يعمل رومانو أيضًا كمراسل لصحيفة الغارديان، وله عدة ملايين من المتابعين على وسائل التواصل الاجتماعي، لا سيما على تويتر وإنستغرام. وهو يقيم في ميلانو.
يشتهر رومانو بشعاره الشهير «ها نحن ذا» (بالإنجليزية: here we go)، والذي يستخدمه عند الإعلان عن صفقة انتقال جديدة. وفقًا لـ 90 دقيقة، فهو واحد من «أكثر الخبراء الموثوق بهم» فيما يتعلق بالانتقالات في مجال كرة القدم. يكتب رومانو أيضًا في سي بي إس سبورت، وهو مؤسس سوس فانتا، وهو موقع لكرة القدم الخيالية أنشأه في عام 2014.

## حياته الشخصية
رومانو هو أحد مشجعي نادي واتفورد الإنجليزي. وهو متعدد اللغات؛ حيث يتحدث الإنجليزية والإسبانية والإيطالية والبرتغالية.

## وصلات خارجية
- فابريزيو رومانو على الغارديان
- فابريزيو رومانو على أس بي سي سبورت